# Yderby Lyng
Yderby Lyng er en lille kyst- og sommerhusby på spidsen af Sjællands Odde i Nordvestsjælland med 203 indbyggere  (2024). Byen er beliggende i Odden Sogn tre kilometer vest for Havnebyen og 24 kilometer vest for Nykøbing Sjælland. Den ligger i Odsherred Kommune og tilhører Region Sjælland.
Yderby Lyng er etableret som et sommerhusområde, hvor antallet af fastboende for første gang nåede over 200 i 2012, hvorfor det nu defineres som et byområde.
Sommerhusbebyggelsen startede i begyndelsen af 1960'erne mod Sejerøbugten og afsluttedes med udstykningen af "Stenlejerne" mod nord. I dag er der mere end 1600 sommerhuse i området.
Der er med Mols-Linien forbindelse fra Odden Færgehavn til Aarhus og Ebeltoft.
Historie: Fra slutningen af 1800-tallet og frem til 1972 blev der udskibet store mængder af sten, der blev anvendt til udbygning af Kielerkanalen og til danske veje og jernbaner. I dag fremtræder det som et smukt sommerhusområde.
Yderst ligger Gniben med Søværnets Våbenkursus